# Salamanca (Lokomotive)

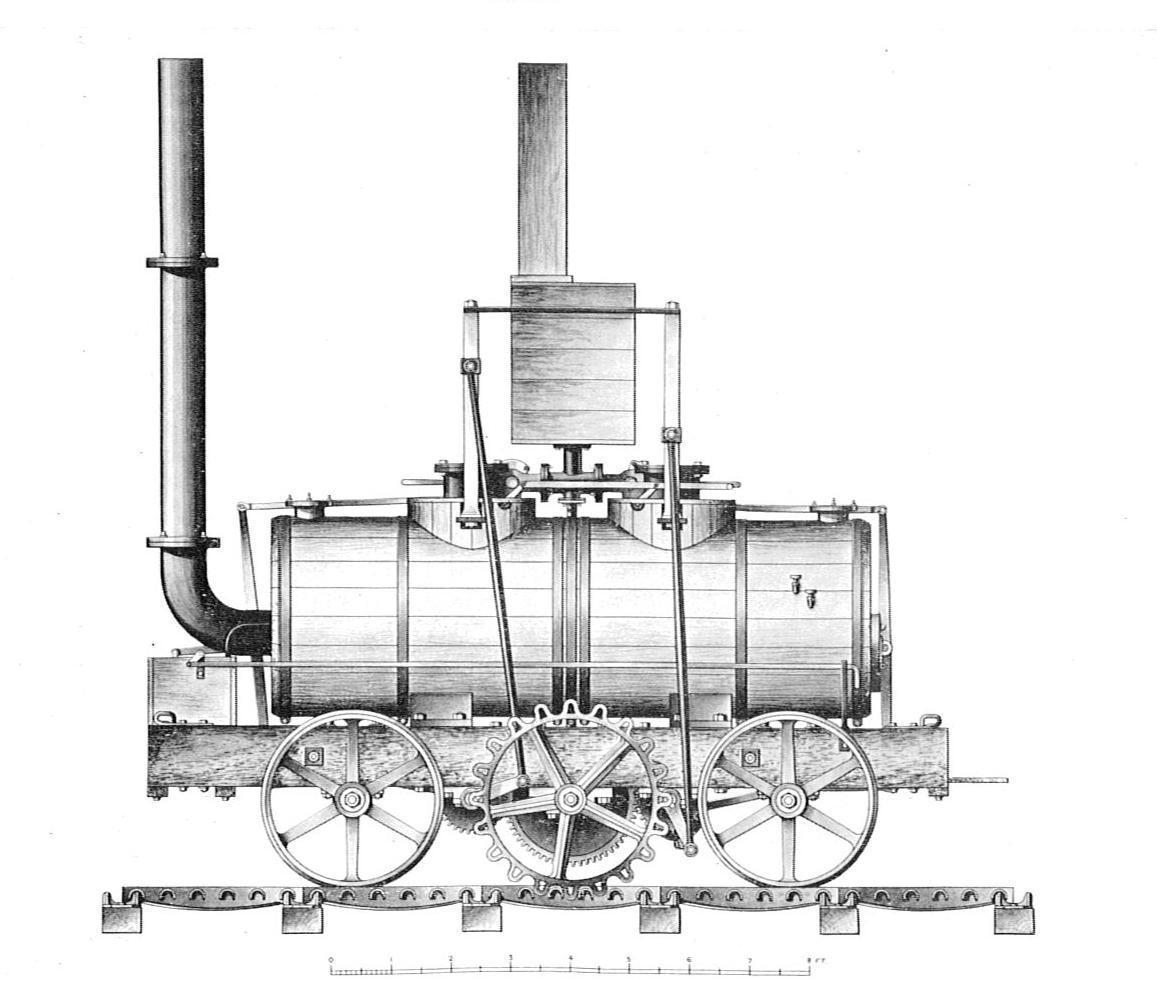
Salamanca

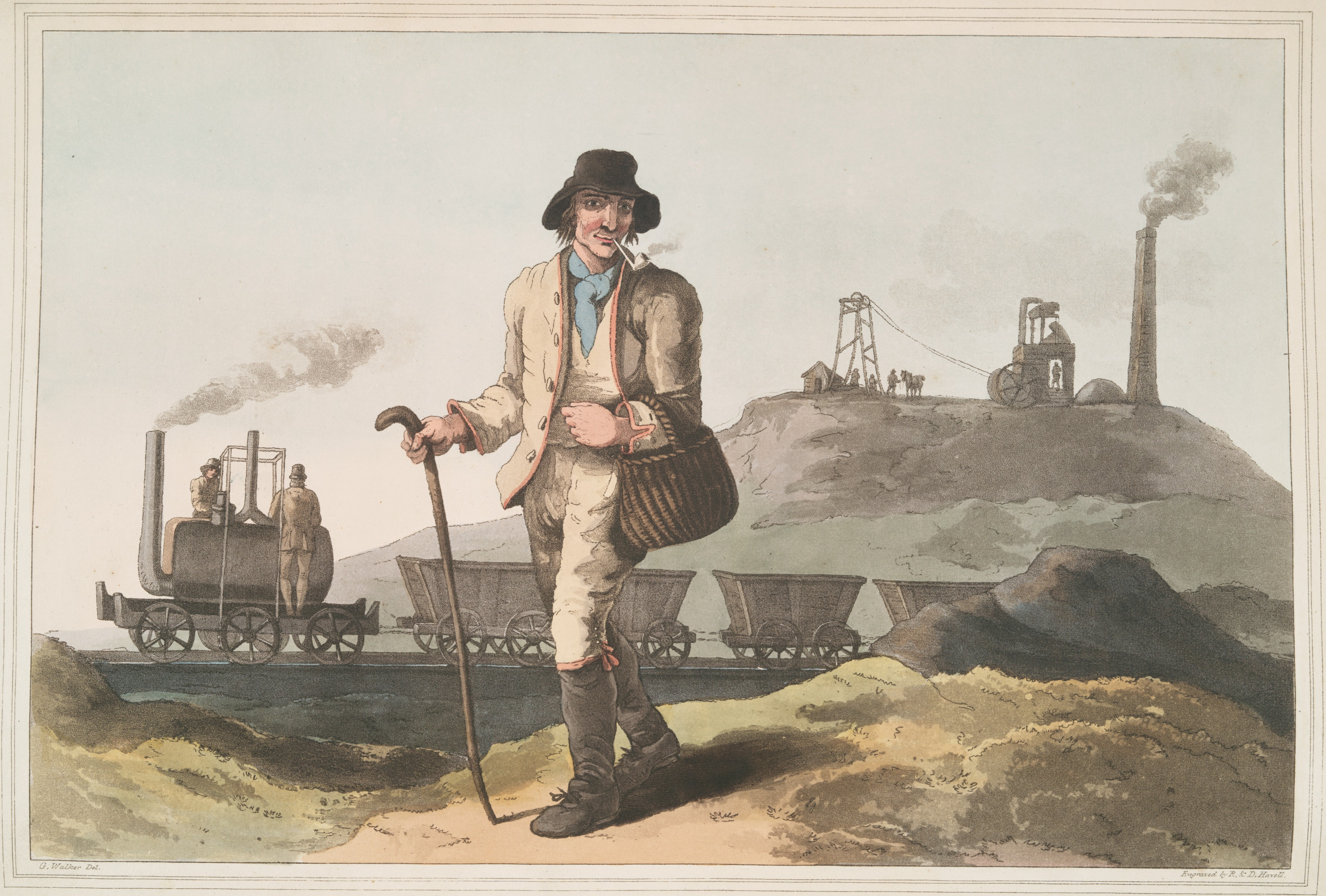
Darstellung auf dem Gemälde The Collier von 1814. Die gezeigte Lok ist die Salamanca.

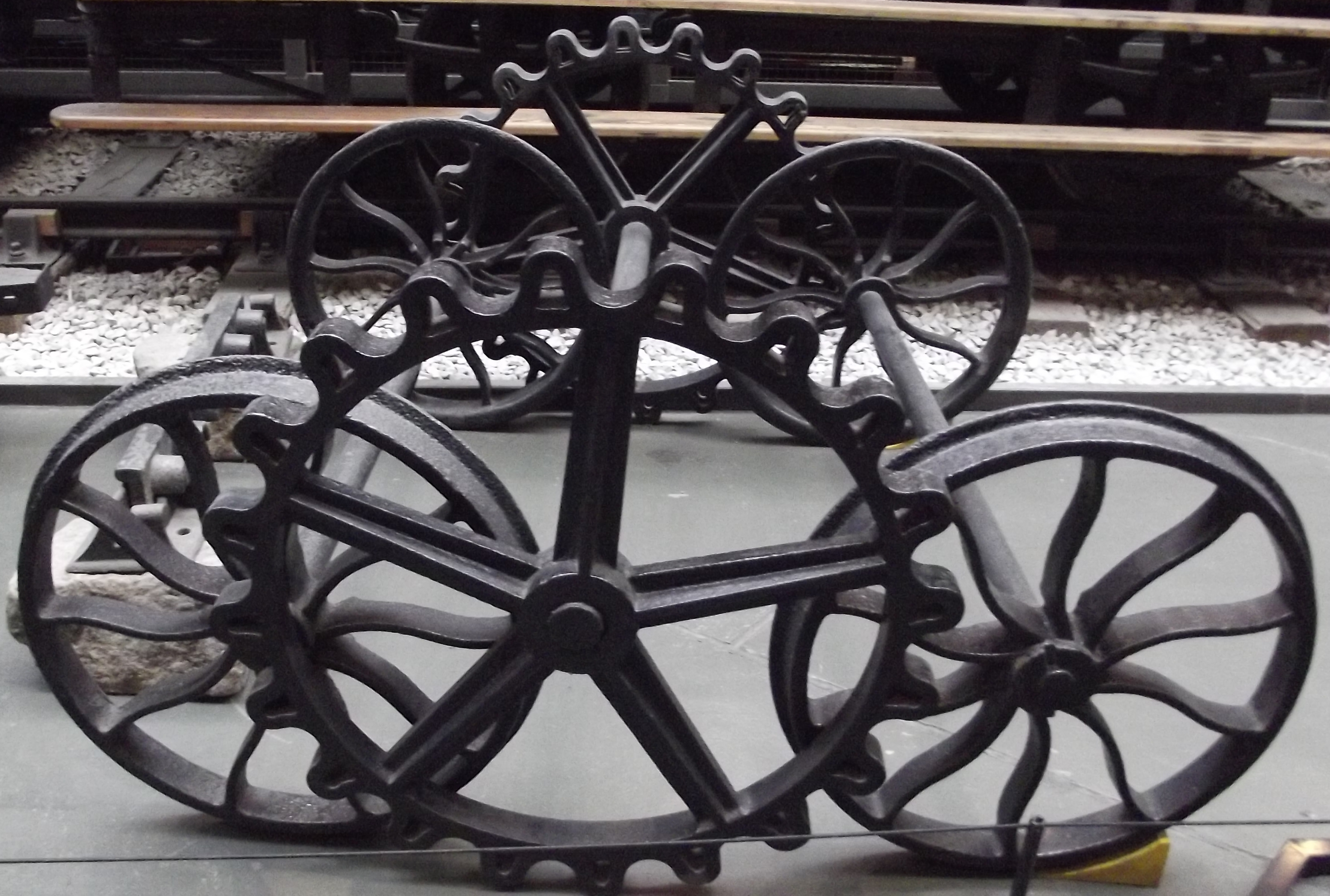
Nachgefertigtes Zahnrad

Salamanca war der Name der ersten kommerziell erfolgreichen Dampflokomotive. Sie wurde 1812 von Matthew Murray aus Holbeck gebaut, für die auf gusseisernen Fischbauchschienen fahrende Middleton Railway von Middleton nach Leeds. Sie erhielt ihren Namen zu Ehren von Herzog von Wellingtons Sieg in der Schlacht bei Salamanca, die im selben Jahr ausgetragen worden war und nahm am 24. Juni 1812 auf dieser Linie als erste wirtschaftlich erfolgreiche „travelling engine“ (Dampflokomotive) Englands ihre Arbeit auf. Sie hatte eine Schwestermaschine „Prince Regent“, die im gleichen Jahr geliefert wurde.

## Bauart
Salamanca hatte ein Gewicht von fünf Tonnen und war die erste Dampflok mit zwei Zylindern. Sie war außerdem die erste Zahnradlokomotive, mit einer von John Blenkinsop patentierten Konstruktion für den Zahnstangen-Antrieb. Eine einzelne Zahnstange lief außerhalb der Schmalspurschienen mit einer Spurweite 1.245 mm (4 Fuß 1 Zoll), in die ein großes Zahnrad auf der mittleren Achse an der linken Seite der Lok eingriff. Das Ritzel wurde vom an der Oberseite des Flammrohrkessels eingebetteten Doppelzylinder angetrieben. Die Kolben mit 203 × 508 mm (8 × 20 Zoll) Bohrung × Hub wurden dabei in Linearlagern geführt, anstelle der bei früheren Lokomotiven üblichen Parallelbewegung. Die Triebwerke waren bis zu zwanzig Jahre im Dienst.

## Geschichte
Vier solcher Lokomotiven wurden für die Eisenbahn gebaut. Salamanca wurde im sechsten Betriebsjahr (28. Februar 1818) zerstört, als ihr Kessel wegen Wassermangels explodierte. Laut George Stephensons Zeugenaussage vor einem Ausschuss des Parlaments hatte der Lokführer das Kesselsicherheitsventil manipuliert.
Als Folge der Wucht der Explosion wurde der Lokführer durch die große Gewalt in ein angrenzendes Feld in hundert Metern Abstand geschleudert. Eine weitere Kesselexplosion ereignete sich am 12. Februar 1834, wobei abermals der Führer zu Tode kam. Dieses Mal lag die Ursache wahrscheinlich im stark abgenutzten Kessel, zurückzuführen auf die hausinternen Reparaturen, die nach Blenkinsops Tod nicht mehr fachmännisch durchgeführt waren. Der bei dieser Gelegenheit getötete James Hewitt war der erste reguläre Lokomotivführer weltweit. Im folgenden Jahr wurde zum Pferdebetrieb zurückgekehrt und der Dampfeinsatz aufgegeben, abgesehen von einem etwa 1 Meile langen Abschnitt, der seit geraumer Zeit durch eine stationäre Dampfmaschine mittels Kettenzug bedient wurde.
Der Dampfbetrieb wurde im Jahre 1866 wieder eingeführt und im Jahr 1881 die Bahn auf Normalspur umgespurt, so dass es die Möglichkeit einer Verbindung mit der Midland Railway gab.
 Ein ähnliches Schicksal wie die Salamanca erlitt die amerikanischen Lokomotive Best Friend of Charleston mit einer Kesselexplosion aus vergleichbaren Gründen im Jahre 1831.
Der weltweit erste reguläre professionelle Lokführer war der ehemalige Gruben-Arbeiter James Hewitt. Er wurde durch die Firma Fenton, Murray & Wood ausgebildet.
Salamanca wird in der September-Ausgabe der Annals of Philosophy von 1814 wie folgt beschrieben: „Vor einiger Zeit wurde in Leeds eine Dampfmaschine auf Räder montiert, um sich und mehrere mit Kohle beladene Waggons mittels einer Zahnstange entlang einer Schiene zu bewegen.“ Der Artikel erwähnt noch den Einsatz einer weiteren Zahnradlokomotive etwa eine Meile nördlich von Newcastle (Blücher in Killingworth) und eine ohne Zahnrad (Puffing Billy in Wylam).